# Edward Delaval
Edward Hussey Delaval (né en 1729; décédé le 14 août 1814 à Westminster) est un érudit britannique et un philosophe naturel. 

## Biographie

Seaton Delaval Hall

Il est le troisième fils de Francis Blake Delaval et de sa femme Rhoda Apreece. Il fait ses études au Pembroke College, Cambridge, admis en 1747; il obtient son BA en 1750, MA en 1754 et  devient Fellow en 1755. Il est un ami du poète Thomas Gray. 
Delaval hérite à la fois de Seaton Delaval Hall dans le Northumberland et de Doddington Hall (en) dans le Lincolnshire, mais préfère vivre à Londres. Il meurt à l'âge de 85 ans et est enterré à l'Abbaye de Westminster. 
Delaval reçoit la médaille Copley 1766 où il est cité pour ses recherches sur les métaux et le verre. Il s'intéresse notamment à l'utilisation du verre en musique. Ses performances sur les verres musicaux sont devenues bien connues, et peuvent avoir inspiré l'harmonica en verre de Benjamin Franklin. 
Delaval épouse Sarah Scott (1751–1829), fille de George Scott de Methley; ils ont une fille Sarah Hussey Gunman née Delaval (c1780–1825). Seaton Delaval passe à son neveu Jacob Astley (5e baronnet), dont la mère Rhoda Astley, épouse de Edward Astley (4e baronnet), est la sœur de Delaval. Doddington Hall est laissé à Sarah. 